# 辛奈
辛奈（義大利語：Sinnai）是意大利撒丁大区卡利亞里廣域市的一个市镇。总面积223.38平方公里，人口16669人，人口密度74.6人/平方公里（2009年）。ISTAT代码为092080。